# Magnus Karlberg
Nils Erik Magnus Karlberg, född 16 juli 1976 i Boden, är en svensk professor. Karlberg är professor i datorstödd maskinkonstruktion vid Luleå tekniska universitet. Han är chef för Avdelningen för produkt- och produktionsutveckling på Institutionen för teknikvetenskap och matematik vid Luleå tekniska universitet.
År 2005 disputerade Magnus Karlberg vid Luleå tekniska universitet med avhandlingen ”Rotordynamical concept evaluation of fibre refiners”. Han är idag föreståndare för innovationsmiljön Fastelaboratoriet och avdelningschef för produkt- och produktionsutveckling vid Luleå tekniska universitet. Magnus Karlberg forskar idag om simuleringsdriven produktutveckling med fokus på nya prestandabaserade affärsmodeller.